# Tom e Jerry attori
Tom e Jerry attori (Matinee Mouse) è un film del 1966 diretto da Chuck Jones. È il ventiduesimo dei 34 cortometraggi animati della serie Tom & Jerry prodotti da Jones con il suo studio Sib-Tower 12 Productions. Venne distribuito dalla Metro-Goldwyn-Mayer il 14 luglio 1966.

## Trama
Tom e Jerry decidono di diventare amici e di andare insieme al cinema a vedere le loro vecchie avventure come dei veri spettatori (spezzoni tratti dai cortometraggi Non disturbare il can che dorme, Il diario di Jerry, La strega volante e L'armistizio). Durante lo spettacolo, i due animali si mettono a ridere ogni volta che all'altro capita un evento buffo o viene picchiato e, quando questo accade, l'altro si arrabbia e lo picchia. Alla fine Tom e Jerry decidono di chiudere la loro amicizia e di combattere all'interno della sala. Nel frattempo sullo schermo viene proiettato il corto L'armistizio e, all'interno dello schermo, Tom, Jerry e Spike smettono di combattere per vedere i veri Tom e Jerry combattere all'interno del cinema.